# Kematen an der Ybbs
Kematen an der Ybbs (bis 6. Oktober 1965 nur Kematen) ist eine Marktgemeinde mit 2.736 Einwohnern (Stand 1. Jänner 2024) im Bezirk Amstetten in Niederösterreich.

## Geografie
Kematen an der Ybbs liegt im Mostviertel in Niederösterreich, etwa 22 Prozent der Fläche der Marktgemeinde sind bewaldet.

### Gemeindegliederung
Kematen an der Ybbs besteht aus zwei Katastralgemeinden, welche die einzige Ortschaft Kematen an der Ybbs bilden:
- Kematen (1,28 km²)
- Niederhausleiten (9,77 km²)

Ortsteile von Kematen an der Ybbs sind Abetzdorf, Gimpersdorf, Hausleiten, Heide, Höfing, Kalsing, Pyhra, Stritzelhof und Wollmersdorf.
In Kematen gibt es keine Straßennamen. Die Straße sind nummeriert (1. Straße und so weiter).

### Nachbargemeinden
| Aschbach-Markt |                                             | Amstetten    |
|                | Kompassrose, die auf Nachbargemeinden zeigt |              |
| Biberbach      | Sonntagberg                                 | Allhartsberg |

## Geschichte
Im Altertum war das Gebiet Teil der Provinz Noricum, es gab eine Römerstraße entlang der Ybbs, die in Kematen den Fluss querte. In Kematen gab es eine kleine Siedlung, die 1292 vier Häuser und eine Mühle umfasst.
1305 wird der Name „Chemnaten“ (beheizte Häuser) erstmals urkundlich erwähnt. 1324 wird erstmals die Brücke in Chemnaten genannt.
Während der Jahre 1371–1379 ist die Brücke im Zuge einer regionalwirtschaftlichen Auseinandersetzung – zwischen Waidhofen und Steyr – gesperrt.
1860 wird die heute noch bestehende Steinbrücke gebaut.
Am 6. Oktober 1965 erfolgte die Umbenennung von Kematen zu Kematen an der Ybbs.
1966 beschloss der Gemeinderat die Neubenennung der Straßen von Kematen nach dem Modell von New York: Einem Gemeinderat, der diese Metropole besucht hat, gefiel die dort systematische Nummerierung der Straßen und er gewann auch den Kematener Bürgermeister für diese Idee.
Am 1. Jänner 1969 wurde die 1921 von Kematen abgespaltene, selbständige Gemeinde Niederhausleiten an der Ybbs wiederum nach Kematen (nunmehr: "an der Ybbs") eingemeindet. Die Straßenbezeichnungsweise wird auch hier – mit dem Vorsatz "Heide" – fortgeführt. Die Landesstraße B121 heißt hier Heide 1. Straße, die Namen laufen mit Unterbrechungen bis Heide 16. Straße.
1976 wurde in Kematen eine biologische Abwasserbehandlungsanlage errichtet.
Am 2. Februar 1985 wurde Kematen zur Marktgemeinde ernannt.
Die Neusiedler AG errichtet ab 1987 Anlagen zur Modernisierung der Papierfabrik und zur Verbesserung der Umweltsituation.

### Bevölkerungsentwicklung
| Kematen an der Ybbs: Einwohnerzahlen von 1869 bis 2024 | Kematen an der Ybbs: Einwohnerzahlen von 1869 bis 2024 | Kematen an der Ybbs: Einwohnerzahlen von 1869 bis 2024 | Kematen an der Ybbs: Einwohnerzahlen von 1869 bis 2024 | Kematen an der Ybbs: Einwohnerzahlen von 1869 bis 2024 |
| ------------------------------------------------------ | ------------------------------------------------------ | ------------------------------------------------------ | ------------------------------------------------------ | ------------------------------------------------------ |
| Jahr                                                   |                                                        |                                                        |                                                        | Einwohner                                              |
| 1869                                                   | 1869                                                   |                                                        | 378                                                    | 378                                                    |
| 1880                                                   | 1880                                                   |                                                        | 484                                                    | 484                                                    |
| 1890                                                   | 1890                                                   |                                                        | 836                                                    | 836                                                    |
| 1900                                                   | 1900                                                   |                                                        | 1.151                                                  | 1.151                                                  |
| 1910                                                   | 1910                                                   |                                                        | 1.360                                                  | 1.360                                                  |
| 1923                                                   | 1923                                                   |                                                        | 1.291                                                  | 1.291                                                  |
| 1934                                                   | 1934                                                   |                                                        | 1.468                                                  | 1.468                                                  |
| 1939                                                   | 1939                                                   |                                                        | 1.395                                                  | 1.395                                                  |
| 1951                                                   | 1951                                                   |                                                        | 1.373                                                  | 1.373                                                  |
| 1961                                                   | 1961                                                   |                                                        | 1.848                                                  | 1.848                                                  |
| 1971                                                   | 1971                                                   |                                                        | 2.289                                                  | 2.289                                                  |
| 1981                                                   | 1981                                                   |                                                        | 2.394                                                  | 2.394                                                  |
| 1991                                                   | 1991                                                   |                                                        | 2.392                                                  | 2.392                                                  |
| 2001                                                   | 2001                                                   |                                                        | 2.462                                                  | 2.462                                                  |
| 2011                                                   | 2011                                                   |                                                        | 2.466                                                  | 2.466                                                  |
| 2021                                                   | 2021                                                   |                                                        | 2.666                                                  | 2.666                                                  |
| 2024                                                   | 2024                                                   |                                                        | 2.736                                                  | 2.736                                                  |
| Quelle(n): Statistik Austria, Gebietsstand 1.1.2021    |                                                        |                                                        |                                                        |                                                        |

## Kultur und Sehenswürdigkeiten

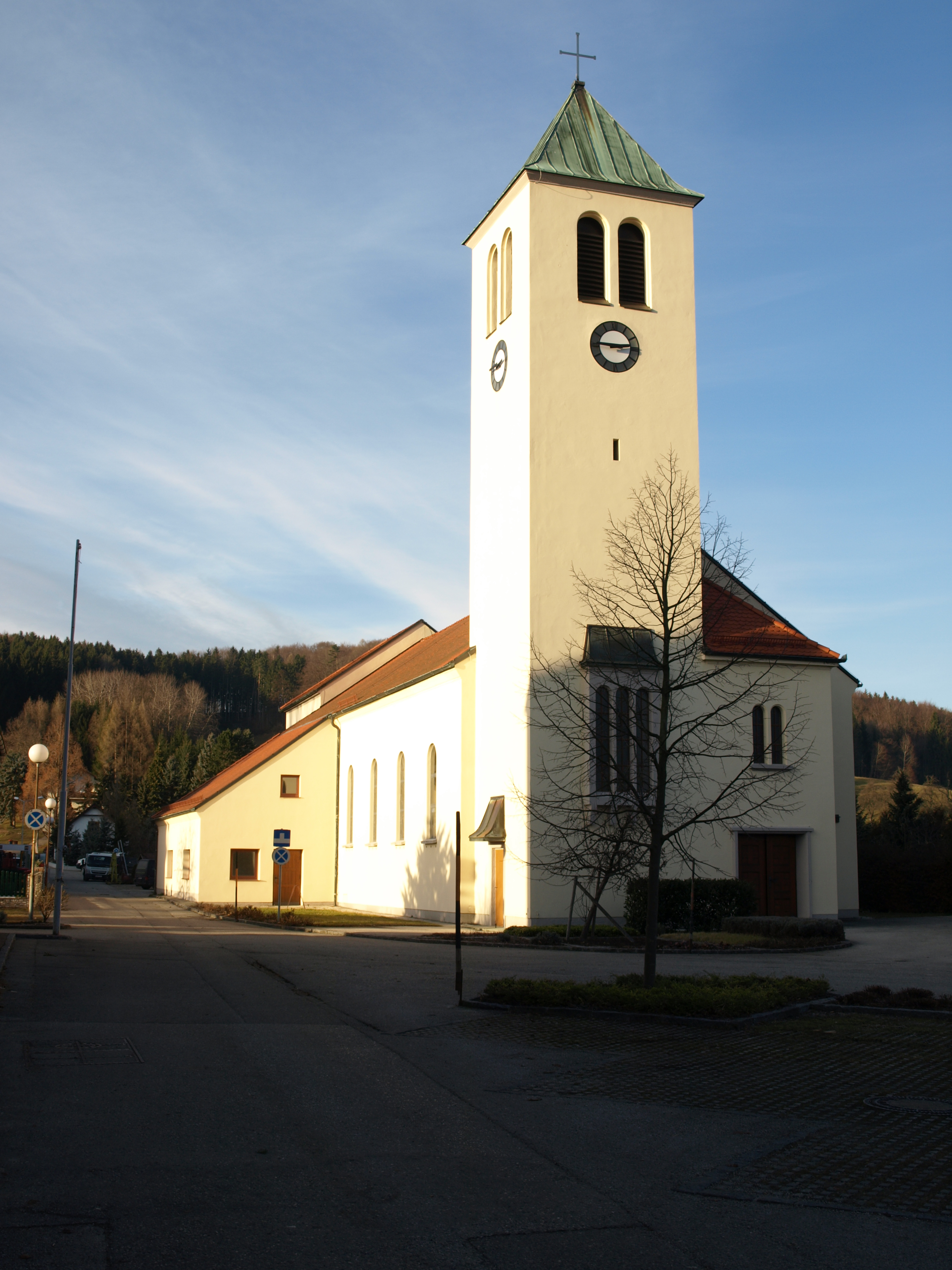
Pfarrkirche Kematen an der Ybbs

- Katholische Pfarrkirche Kematen an der Ybbs Heilige Familie

## Wirtschaft und Infrastruktur

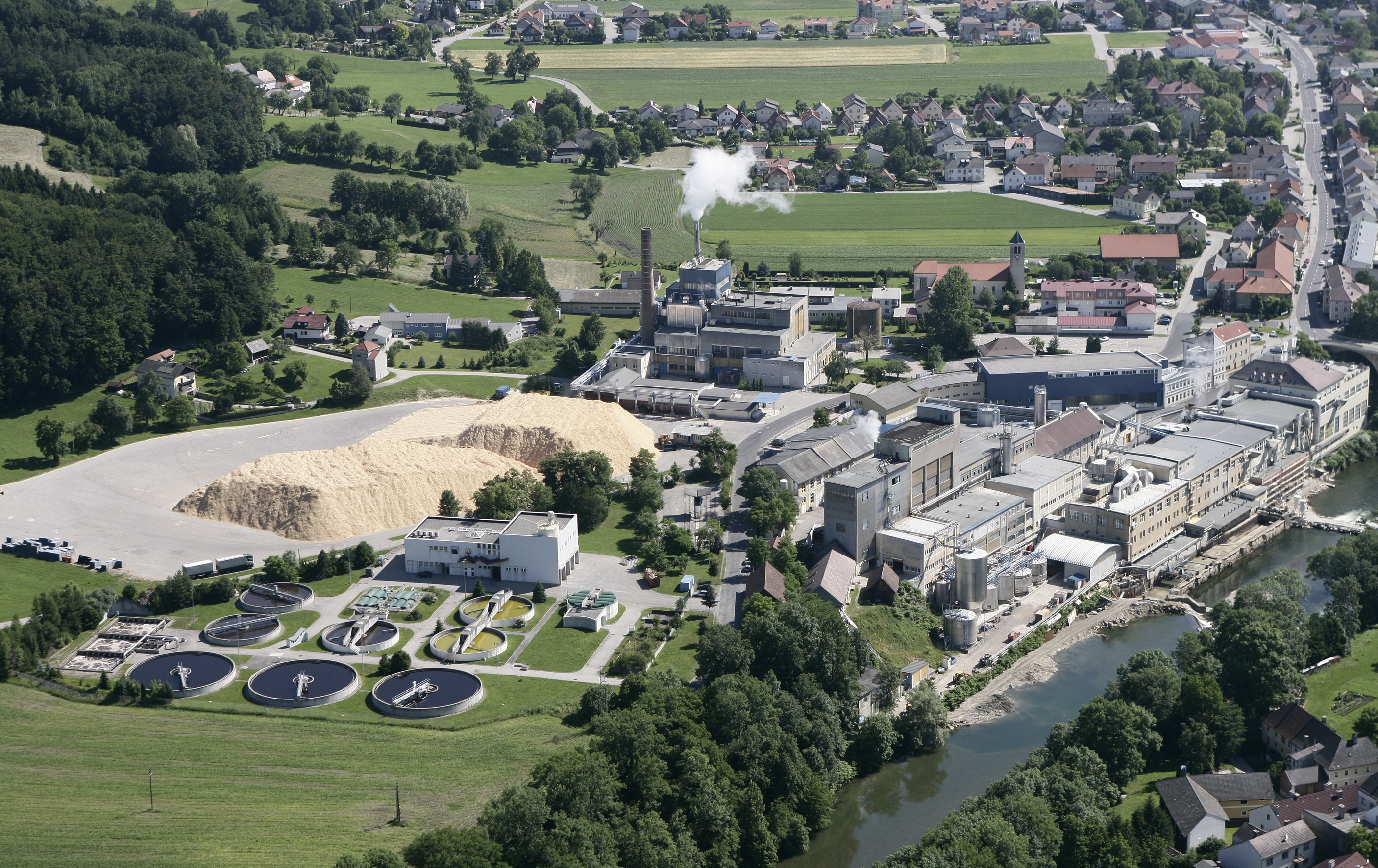
Kematen an der Ybbs mit dem Mondi-Neusiedler-Werk

Nichtlandwirtschaftliche Arbeitsstätten gab es im Jahr 2001 83, land- und forstwirtschaftliche Betriebe nach der Erhebung 1999 49. Die Zahl der Erwerbstätigen am Wohnort betrug nach der Volkszählung 2001 1.145. Die Erwerbsquote lag 2001 bei 48 Prozent. Arbeitslose gab es am Ort im Jahresdurchschnitt 2003 856.
- Die größten Arbeitgeber sind Mondi Neusiedler GmbH (Papierfabrik für Bürokommunikation sowie Zellstoffwerk) und IFE (Innovation for Entrance Systems).
- Weitere Betriebe sind unter anderem Softzilla Websolutions, Expert Ostermann und Tischlerei Erwin Wasinger. Im Wirtschaftspark Kematen haben sich MBA Polymers Austria Kunststoffverarbeitung GmbH, DH – Design Holzverarbeitungsges.m.b.H., Martin Bachner GmbH, UFH RE-cycling GmbH, voestalpine precision strip GmbH angesiedelt.[5]

Der ECO Wirtschaftspark besitzt auch einen Bahnanschluss.

### Öffentliche Einrichtungen
In Kematen an der Ybbs befindet sich ein Kindergarten und eine Volksschule.

### Verkehr
- Bahn: Der Bahnhof Hilm-Kematen liegt an der Rudolfsbahn.

## Politik

### Gemeinderat
Der Gemeinderat hat 21 Mitglieder.
- Nach den Gemeinderatswahlen in Niederösterreich 1990 hatte der Gemeinderat folgende Verteilung: 14 SPÖ und 7 ÖVP. (Bis dahin hatte viele Jahre lang die SPÖ die Mehrheit der Gemeinderäte.)[9]
- Nach den Gemeinderatswahlen in Niederösterreich 1995 hatte der Gemeinderat folgende Verteilung: 11 ÖVP und 10 SPÖ.[10]
- Nach den Gemeinderatswahlen in Niederösterreich 2000 hatte der Gemeinderat folgende Verteilung: 14 ÖVP und 7 SPÖ.[11]
- Nach den Gemeinderatswahlen in Niederösterreich 2005 hatte der Gemeinderat folgende Verteilung: 11 ÖVP und 10 SPÖ.[12]
- Nach den Gemeinderatswahlen in Niederösterreich 2010 hatte der Gemeinderat folgende Verteilung: 12 ÖVP und 9 SPÖ.[13]
- Nach den Gemeinderatswahlen in Niederösterreich 2015 hatte der Gemeinderat folgende Verteilung: 13 ÖVP und 8 SPÖ.[14]
- Nach den Gemeinderatswahlen in Niederösterreich 2020 hatte der Gemeinderat folgende Verteilung: 14 ÖVP und 7 SPÖ.[15]
- Nach den Gemeinderatswahlen in Niederösterreich 2025 hat der Gemeinderat folgende Verteilung: 12 ÖVP und 9 SPÖ.[16]

### Bürgermeister
- 1995–2005 Peter Lisikow (ÖVP)
- seit 2005 Juliana Günther (ÖVP) (Stand 4. März 2020)

### Wappen
Am 18. Oktober 1975 erfolgte die Wappenverleihung durch das Land Niederösterreich. Das Wappen zeigt einen Rot auf Blau geteilter Schild mit einem goldenen Wasserrad und silberner Steinbrücke.

## Persönlichkeiten
- Lambert Zauner (1885–1950), Abt vom Lambach